# Hudum
Hudum – wieś w Rumunii, w okręgu Botoszany, w gminie Curtești. W 2011 roku liczyła 198 mieszkańców.